# Micromobiliteit
Micromobiliteit verwijst naar het gebruik van vervoersmiddelen voor de korte afstand, doorgaans bestemd voor één persoon.

## Vormen van micromobiliteit
Micromobiliteit kan verschillende vormen aannemen, maar is doorgaans door mensen zelf aangedreven of elektrisch aangedreven. Het kan zowel persoonlijk eigendom zijn als via deelvormen worden gebruikt. Doorgaans worden snelheden bereikt van 25 tot hooguit 50 kilometer per uur. Micromobiliteit is vaak onderdeel van een reis waarin ook een auto of een vorm van openbaar vervoer wordt gebruikt.
Voorbeelden van micromobiliteit zijn:
- Fiets
- Elektrische fietsen
- Speedpedelecs
- E-steps

## Verhouding tot 'Smart Cities'
Veel grote steden wereldwijd zijn van plan om autoverkeer steeds meer uit de stad te weren. Ook willen steden duurzamer worden. Dit concept wordt wel 'Smart Cities' genoemd, oftewel 'slimme steden'. Dat is vooral bedacht voor het oplossen van overlast door luchtvervuiling en verkeersdrukte doordat er veel auto's in de steden rijden. Micromobiliteit biedt hiervoor een oplossing, omdat dit milieuvriendelijk is, en aansluitingen op het openbaar vervoer verbetert.
De verwachting is dat micromobiliteit in de toekomst toeneemt ten opzichte van autoverkeer, vanwege het duurzame karakter en de voordelen voor het reizen in steden.